# Supercoppa di Cipro
La Supercoppa di Cipro (in Greco Ασπίδα ΚΟΠ) è una competizione annuale cipriota in cui si affrontano in un'unica gara i vincitori della massima serie del campionato di calcio cipriota e i detentori della Coppa di Cipro.

## Albo d'oro
| Anno              | Campione           | Risultato           | Finalista           |
| ----------------- | ------------------ | ------------------- | ------------------- |
| Aspida Pákkou     |                    |                     |                     |
| 1951              | Çetinkaya Türk     | 5-1                 | APOEL               |
| 1952              | Çetinkaya Türk     | 2-1                 | APOEL               |
| 1953              | AEL Limassol       | 4-2                 | EPA Larnaca         |
| 1954              | Çetinkaya Türk     | 2-1                 | Pezoporikos Larnaca |
| 1955              | EPA Larnaca        | 4-2                 | AEL Limassol        |
| 1956-1961         | Non disputata      | Non disputata       | Non disputata       |
| 1962              | Anorthōsis         | Anorthōsis          | Anorthōsis          |
| 1963              | APOEL              | 1-0                 | Anorthōsis          |
| 1964-1965         | Non disputata      | Non disputata       | Non disputata       |
| 1966              | Omonia             | 3-1                 | Apollōn Limassol    |
| 1967              | Olympiakos Nicosia | 1-0                 | Apollōn Limassol    |
| 1968              | AEL Limassol       | 2-1                 | APOEL               |
| 1969-1978         | Non disputata      | Non disputata       | Non disputata       |
| Aspida Stylianákī |                    |                     |                     |
| 1979              | Omonia             | 3-0                 | APOEL               |
| 1980              | Omonia             | 2-1                 | APOEL               |
| 1981              | Omonia             | 4-1                 | EN Paralimni        |
| 1982              | Omonia             | 2-0                 | Apollōn Limassol    |
| 1983              | Omonia             | 3-1                 | EN Paralimni        |
| 1984              | APOEL              | 3-2                 | Omonia              |
| 1985              | AEL Limassol       | 1-0                 | Omonia              |
| 1986              | APOEL              | 6-5                 | Apollōn Limassol    |
| 1987              | Omonia             | 2-1                 | AEL Limassol        |
| 1988              | Omonia             | 1-0                 | Pezoporikos Larnaca |
| Aspida KOP        |                    |                     |                     |
| 1989              | Omonia             | 3-1                 | AEL Limassol        |
| 1990              | Nea Salamis        | 1-0                 | APOEL               |
| 1991              | Omonia             | 4-0                 | Apollōn Limassol    |
| 1992              | APOEL              | 3-0                 | Apollōn Limassol    |
| 1993              | APOEL              | 4-3                 | Omonia              |
| 1994              | Omonia             | 2-1                 | Apollōn Limassol    |
| 1995              | Anorthōsis         | 1-1 (dts) 4-2 (dtr) | APOEL               |
| 1996              | APOEL              | 1-0                 | AEK Larnaca         |
| 1997              | APOEL              | 2-1                 | Anorthōsis          |
| 1998              | Anorthōsis         | 4-1                 | Apollōn Limassol    |
| 1999              | Anorthōsis         | 2-0                 | APOEL               |
| 2000              | Anorthōsis         | 2-1                 | Omonia              |
| 2001              | Omonia             | 1-0                 | Apollōn Limassol    |
| 2002              | APOEL              | 6-3                 | Anorthōsis          |
| 2003              | Omonia             | 3-2                 | Anorthōsis          |
| 2004              | APOEL              | 5-4                 | AEK Larnaca         |
| 2005              | Omonia             | 2-2 (dts) 5-4 (dtr) | Anorthōsis          |
| 2006              | Apollōn Limassol   | 3-1                 | APOEL               |
| 2007              | Anorthōsis         | 2-1                 | APOEL               |
| LTV Super Cup     |                    |                     |                     |
| 2008              | APOEL              | 2-1                 | Anorthōsis          |
| 2009              | APOEL              | 2-1                 | APOP Kinyras        |
| 2010              | Omonia             | 1-1 (dts) 3-2 (dtr) | Apollōn Limassol    |
| 2011              | APOEL              | 1-0                 | Omonia              |
| 2012              | Omonia             | 5-3                 | AEL Limassol        |
| 2013              | APOEL              | 1-0                 | Apollōn Limassol    |
| 2014              | Ermīs Aradippou    | 2-1                 | APOEL               |
| 2015              | AEL Limassol       | 0-0 (dts) 4-3 (dtr) | APOEL               |
| 2016              | Apollōn Limassol   | 2-1                 | APOEL               |
| 2017              | Apollōn Limassol   | 2-1                 | APOEL               |
| 2018              | AEK Larnaca        | 1-1 (dts) 4-1 (dtr) | APOEL               |
| 2019              | APOEL              | 1-0                 | AEL Limassol        |
| 2020              | Non disputata      | Non disputata       | Non disputata       |
| 2021              | Omonia             | 1-1 (dts) 3-2 (dtr) | Anorthōsis          |
| 2022              | Apollōn Limassol   | 2-0                 | Omonia              |
| 2023              | Arīs Limassol      | 2-0                 | Omonia              |
| 2024              | APOEL              | 1-0                 | Pafos               |

## Vittorie per squadra
| Club                | Vittorie | Sconfitte | Anni vittorie                                                                                        | Anni sconfitte                                                                           |
| ------------------- | -------- | --------- | --- | ---------------------------------------------------------------------------------------- |
| Omonia              | 17       | 7         | 1966, 1979, 1980, 1981, 1982, 1983, 1987, 1988, 1989, 1991, 1994, 2001, 2003, 2005, 2010, 2012, 2021 | 1984, 1985, 1993, 2000, 2011, 2022, 2023                                                 |
| APOEL               | 15       | 15        | 1963, 1984, 1986, 1992, 1993, 1996, 1997, 2002, 2004, 2008, 2009, 2011, 2013, 2019, 2024             | 1951, 1952, 1964, 1968, 1979, 1980, 1990, 1995, 1999, 2006, 2007, 2014, 2015, 2016, 2017 |
| Anorthōsis          | 7        | 7         | 1962, 1964, 1995, 1998, 1999, 2000, 2007                                                             | 1963, 1997, 2002, 2003, 2005, 2008, 2021                                                 |
| AEL Limassol        | 4        | 5         | 1953, 1968, 1985, 2015                                                                               | 1955, 1987, 1989, 2012, 2019                                                             |
| Apollōn Limassol    | 4        | 11        | 2006, 2016, 2017, 2022                                                                               | 1996, 1967, 1982, 1986, 1991, 1992, 1994, 1998, 2001, 2010, 2013                         |
| Çetinkaya Türk      | 3        | 0         | 1951, 1952, 1954                                                                                     |                                                                                          |
| EPA Larnaca         | 1        | 1         | 1955                                                                                                 | 1953                                                                                     |
| Arīs Limassol       | 1        | 0         | 2023                                                                                                 |                                                                                          |
| Nea Salamis         | 1        | 0         | 1990                                                                                                 |                                                                                          |
| Olympiakos Nicosia  | 1        | 0         | 1967                                                                                                 |                                                                                          |
| Ermīs Aradippou     | 1        | 0         | 2014                                                                                                 |                                                                                          |
| AEK Larnaca         | 1        | 2         | 2018                                                                                                 | 1993, 2004                                                                               |
| EN Paralimni        | 0        | 2         | | 1981, 1983                                                                               |
| Pezoporikos Larnaca | 0        | 2         | | 1954, 1988                                                                               |
| APOP Kinyras        | 0        | 1         | | 2009                                                                                     |